# مشتاق بهشت
«مشتاق بهشت» (به انگلیسی: Hungry for Heaven) عنوان هفتمین تک‌آهنگ گروه هوی متال دیو است که با آلبوم قلب قدسی در ۱۹۸۵ منتشر شد.
این تک‌آهنگ در جدول هات مین‌استریم راک بیلبورد به مقام ۱۳ رسید. نسخه دیگری از همین آهنگ در فیلم هارولد بکر یعنی جستجوی خیال در ۱۹۸۵ ظاهر شد.